# 1939 في تركيا
فيما يلي قوائم الأحداث التي وقعت خلال عام 1939 في تركيا.

## سياسة

### تعيين في المنصب
- 3 أبريل – أبو بكر حازم بك عضو في البرلمان التركي.
- 3 أبريل – سليمان نجمي سلمان عضو في البرلمان التركي.

### انتهاء فترة المنصب
- 1 يناير – بيرسي لورين سفير المملكة المتحدة لدى تركيا ‏.
- 25 يناير – جلال بايار رئيس وزراء تركيا.
- 3 نوفمبر – حسن تحسين أوزير عضو في البرلمان التركي.

## مواليد

### يناير
- 1 يناير – بيهان ساران ممثلة تركية.
- 1 يناير – محمد أكسوي نَحّات تركي.

### فبراير
- 13 فبراير – كمال المدار اوغلو

### نوفمبر
- 29 نوفمبر – محمد وجدي غونل سياسي تركي.

## وفيات

### يناير
- 1 يناير – صالح خلوصي باشا (مواليد 1864) عسكري وصدر أعظم عثماني.
- 1 يناير – صبحي بركات (مواليد 1889) سياسي سوري.

### أكتوبر
- 7 أكتوبر – منيرة سلطان بنت أحمد (مواليد 1880) أميرة عثمانية ابنة الشاهزاده أحمد كمال الدين.

### ديسمبر
- 20 ديسمبر – يعقوب شوقي باشا (مواليد 1876) عسكري تركي.